# Gelonaetha baia
Gelonaetha baia là một loài bọ cánh cứng trong họ Cerambycidae.